# Page blanche
A Page blanche (vietnámi cím: Nhân Dân Là Trang Giấy Trắng; „fehér lap”) egy 1991-es, vietnámi–kambodzsai koprodukcióban készült történelmi filmdráma, ami egy család történetéről szól, és a Demokratikus Kambodzsa idején játszódik. A film a vietnámi születésű svájci Hồ Quang Minh munkája.

## Története
|  | Alább a cselekmény részletei következnek! |

A hithű kommunista Vixna gyermekeivel férje kérésére hazatér a háború utáni Kambodzsába. Hamarosan rádöbben hogy az országban lefolyó események nem azt a kommunizmust tükrözik, mint amire ő számított. Férje (aki egy Vörös Khmer) folyamatosan nyugtatja, hogy legyen türelmes, mert mindenki számára rossz most az élet, de ha az Angkar forradalma győzni fog, javulnak majd az életkörülmények. Egy alkalommal mikor egy halott társát cipeli nádon a többi holttesthez, rábukkan a gyermekeire, akik mérgezéstől haldokolnak. Az ügyeletes felügyelő megkéri, hogy távozzon, különben „az Angkar beszélgetésre fogja hívni őt”. Gyermekei nem sokkal később elhunynak, férje pedig eltűnik. Tovább kell robotolnia mostoha körülmények közt a földeken.
|  | Itt a vége a cselekmény részletezésének! |

## Szereplők
| Szereplő            | Színész            |
| ------------------- | ------------------ |
| Vixna               | Phuong Dung        |
| Vixna lányai        | Keo Bora, Keo Hari |
| Vixna férje         | Pok Van Thi        |
| Vixna fogadott fia  | Lok Chan Nara      |
| Táncos              | Ben Mari           |
| Táncos barátja      | On Pa Nh           |
| Együttműködő vezető | Phay Phon          |